# Toponymie québécoise
La toponymie québécoise présente quelques spécificités par rapport à la toponymie générale francophone.
Les règles régissant l’écriture des toponymes sont énoncées par la Commission de toponymie du Québec (CTQ). L’article 128 de la Charte de la langue française dispose que l’emploi des toponymes choisis ou approuvés par la CTQ est obligatoire dans les documents de l’administration publique dès leur publication à la Gazette officielle du Québec.

## Principales règles d'écriture
Au Canada, la règle du gouvernement fédéral veut que les toponymes (dont les noms de ville) ne se traduisent pas (ni du français, ni de l’anglais), exception faite pour quelques toponymes d’intérêt pancanadien, tels que le fleuve Saint-Laurent (appelé « Saint Lawrence » en anglais), ou la rivière des Outaouais, également connue sous son nom anglais d’Ottawa River. On pourrait aussi faire exception pour certains noms de grandes villes qui ont une forme française courante : Saint-Jean (Nouveau-Brunswick) et Saint-Jean (Terre-Neuve-et-Labrador) en étant les exemples principaux. Les spécifiques des toponymes français au Canada sont toujours reliés par des traits d’union : on écrira ainsi Sainte-Anne-de-Bellevue, chemin de la Côte-des-Neiges ou lieu historique national du Commerce-de-la-Fourrure-à-Lachine. Ainsi, on parlera de l’île du Prince-Édouard (qui est une île qui s’appelle Prince-Édouard), mais l’Île-du-Prince-Édouard (qui est une province qui s’appelle  Île-du-Prince-Édouard). Les particules nobiliaires ne prennent pas de trait d’union, mais on met une majuscule : rue Jean-De La Fontaine, ruelle Nick-Auf Der Maur, rue De La Gauchetière ou rue De Castelnau.
Les toponymes spécifiques de langue anglaise ne contiennent pas de traits d’union, même lorsqu’ils sont incorporés dans un toponyme français : Kirkland Lake ; Ayer’s Cliff ; l’avenue McGill College ; la rue City Councillors ou la côte du Beaver Hall (ces quatre derniers se trouvent au Québec) ; en revanche, on écrira : la rue Terry-Fox, le chemin Queen-Mary, l’église Saint-James, car ce sont des noms personnels.
1. Dans le corps d’un texte, l’élément générique s’écrit avec la minuscule (ex. : rue Saint-Jean, côte d’Abraham, îlot des Palais, domaine de Maizerets). Cette règle comporte certaines exceptions dont la suivante : si le générique figure comme dernier élément d’un toponyme (Grande Allée Est, Grands Lacs), il s’écrit avec une majuscule. Par ailleurs, sur une carte, on écrira le générique avec des majuscules : Rue Saint-Jean ou Colline Parlementaire.
2. L’élément spécifique s’écrit toujours avec une ou des majuscules : parc de l’Escarpement, cap Rouge, rivière du Cap Rouge, colline Parlementaire, parc de l’Amérique-Latine, îlot des Palais.
3. Le point cardinal porte toujours la majuscule lorsqu'il fait partie d'un toponyme (boulevard Charest Est). Le point cardinal fait partie intégrante d’un odonyme et ne doit pas être omis.
4. On doit toujours utiliser les accents et autres signes diacritiques (cédille, tréma, etc.). Cette règle s'applique autant aux lettres majuscules qu'aux lettres minuscules (rue de l’Église, pont de l’Île-d’Orléans).
5. Lorsqu’il est question de l’entité administrative agissant à titre de personne morale, le terme ville s’écrit avec une majuscule (ex. : le budget de la Ville de Québec ou la Ville s’objecte à ce projet). Au pluriel toutefois, on écrira « les villes de Québec et de Lévis ont voté en faveur ».
6. Sauf pour les exceptions citées ci-après, les constituants de l’élément spécifique désignant un lieu naturel ne sont pas reliés par un trait d’union (rivière du Cap Rouge). Une première exception s’applique aux composantes spécifiques contenant un verbe (rivière Qui-Mène-du-Train).
7. Pour les toponymes administratifs, il y a toujours un trait d’union entre les constituants de la composante spécifique (place de l’Assemblée-Nationale, quartier du Cap-Blanc, municipalité de Lac-Beauport, parc du Bois-de-Coulonge, promenade des Premiers-Ministres, rue de l’Amérique-Française, paroisse de Notre-Dame-de-Québec).
8. Que ce soit pour des noms de lieux naturels ou pour des toponymes administratifs, les éléments d’une désignation commémorative issue d’un nom de personne sont toujours reliés par un trait d’union (rivière Jacques-Cartier, boulevard René-Lévesque Est, monument Jean-Lesage, édifice Hector-Fabre, rue Charles-Dickens). On ne place toutefois pas de trait d'union après un article ou une particule de liaison compris dans un nom de personne (monument Charles-De Gaulle, monument Louis-Hippolyte-La Fontaine, édifice Pamphile-Le May, promenade Samuel-De Champlain, rue Joly-De Lotbinière).
9. Les éléments spécifiques entièrement anglais, amérindiens ou inuits s’écrivent sans trait d’union (New Carlisle, New Liverpool, New York), sauf s’il s’agit d’une désignation commémorant une personne (complexe Jeffery-Hale).
10. On utilise le tiret, plutôt que le trait d'union, lorsqu'il s'agit de réunir deux ou plusieurs toponymes dont l'un, au moins, comporte déjà un trait d'union (Vieux-Québec–Basse-Ville, Saguenay–Lac-Saint-Jean, Gaspésie–Îles-de-la-Madeleine).

## Sources
- Ensemble des toponymes officialisées par la CTQ
- Règles d’écriture des toponymes au Québec